# 대한민국 형법 제126조
대한민국 형법 제126조는 피의사실공표에 대한 형법각칙의 조문이다.

## 조문
제126조(피의사실공표) 검찰, 경찰 기타 범죄수사에 관한 직무를 행하는 자 또는 이를 감독하거나 보조하는 자가 그 직무를 행함에 당하여 지득한 피의사실을 공판청구 전에 공표한 때에는 3년 이하의 징역 또는 5년 이하의 자격정지에 처한다.

第126條(被疑事實公表) 檢察, 警察 其他 犯罪搜査에 關한 職務를 行하는 者 또는 이를 監督하거나 補助하는 者가 그 職務를 行함에 當하여 知得한 被疑事實을 公判請求 前에 公表한 때에는 3年 以下의 懲役 또는 5年 以下의 資格停止에 處한다.

## 사례
- 앞으로 지적재산권 침해에 따른 권리구제 활성화를 위해 기소된 사건에 한하여 침해사범에 대한 인적사항 등이 공개되나 불구속사건이나 수사중인 사건은 형법 제126조에 따라 여전히 공개가 되지 않는다[1].
- 법원이 피의자 인권보호를 이유로 취재기자들의 각종 영장 발부사실 취재 및 법원 관계서류 접근을 전면 금지하겠다고 밝힌 적이 있다[2]
- 검찰의 중간수사 발표에 대해 검찰이 하는 수사도 기소단계에서 기소사실을 발표할 수 있을 뿐이지 수사단계에 있는 피의사실은 공표할 수 없는 점을 감안할 때 (형법제126조)이 또한 사실상 수사 기밀의 유출이고 개인의 인권침해 우려가 있다[3].

## 참고 문헌
- 김재윤, 손동권, 『새로운 형법각론』, 율곡출판사, 2013. ISBN 9788997428342

## 같이 보기
- 대한민국 형사소송법 제198조
- 알권리
- 표현의 자유
- 사생활의 비밀
- 정보공개청구